# Agresivní motivace a násilí
Agrese je jedno z klíčových témat, v němž se střetává psychologie se sociologií, kulturní antropologií, paleontologií, ale i ekonomií a politologií, a zdá se, že na počátku 21. století dochází k plodné interdisciplinární spolupráci.

## Agrese
Agresivitu ve svém okolí můžeme vnímat denně. Jak se zmiňuje Erich Fromm ve své knize Anatomie lidské destruktivity, agrese je vrozený pud, který lze usměrnit, ale nelze mu zcela zamezit. Agresivita se rozlišuje na obrannou, která slouží člověku a zvířeti k zachování života, a ničivou, která je specificky lidská a znamená touhu týrat a zabíjet. Toto členění se opírá o nejdůležitější údaje z neurofyziologie, paleontologie, antropologie a zvířecí psychologie a objasňuje základní předpoklady lidské existence.
Agrese může být zaměřena vůči jednotlivým osobám, vůči určité skupině obyvatel nebo vůči společnosti jako celku.
Pro pojem agrese neexistuje jednoznačná definice. Nelze tvrdit, že agrese je vyloženě negativní aspekt, protože v podstatě vede člověka v určité situaci k pudu sebezáchovy. Na druhé straně se může projevit jako zcela iracionálnímu chování.
Obecně platí, že agrese, vyplývající z biologické adaptability, nemá negativní důsledky a agrese, vycházející z lidské destruktivity, je ničivá a krutá. 

## Druhy agresivity
Pro agresivní chování je typické destruktivní zaměření. Z hlediska společenské nebezpečnosti je důležité rozlišovat různé druhy, které souvisí s motivací,aktuálními podněty a potřebami aktéra. Jinak bude hodnocena agresivita související s obranou, agresivita vycházející z nenávisti agresivita založená na touze po ublížení a způsobení bolesti.
1.	Zlostná agresivita
Jedná se o reaktivní formu agresivního chování. Může se jednat o vyjádření nevole. Jde spíše o impulzivní výraz afektu s minimální nebezpečností. Pokud se však jedná o odplatu, jež je také reaktivní, jde již o jednání, které je společensky nebezpečné. Patří sem projevy zášti a nenávisti, cílené způsobování bolesti, přinášející aktérovi vnitřní uspokojení.
2.	Instrumentální agresivita
V tomto případě se jedná vždy o prostředek k dosažení cíle. Pokud je toto agresivní chování reaktivní, nemusí být hodnoceno jako sociálně patologický jev. Jedná se o případy odvracení škod a nebezpečí. Cílem tedy může být vlastní ochrana nebo ochrana blízkých. V případě, že se jedná o aktivní jednání zaměřené na uspokojení potřeb, může být hodnoceno negativně.
3.	Spontánní agresivita
Míra reaktivity a aktivity při tomto typu jednání není spolehlivě prozkoumána. Patologií je bezpochyby agresivní chování, kdy způsobení bolesti přináší emocionální uspokojení a uspokojení potřeb, někdy potřeb, které jsou abnormální a patologické. 

## Násilí
Někteří autoři užívají místo pojmu agrese pojem násilí, zde však je chápeme jako synonyma.
Existují čtyři typy násilí:
1.	Zlostné násilí
Projevuje se, když prožíváme zlostné a vzpurné stavy. Jedinec tak reaguje na jednání proti své osobě, které považuje za nečestné. Vysoký stupeň aktivace je interpretován jako zlost a jedinec se tak bouří proti očekáváním.
2.	Vzrušené násilí
Objevuje se, když prožíváme hravé a vzpurné stavy. Máme příjemné pocity z vysokého stupně aktivace i z toho, že provokujeme a bouříme se proti normám. Agresivní chování je jen „z legrace“.
3.	Mocenské násilí
Vychází z vážných a mocenských postojů. Záměrem je ovládnout protivníka a dosáhnout konkurenčního cíle. Mocenské násilí bývá zpravidla promyšleným konáním.
4.	Hravé násilí
Hravé násilí se objevuje, když prožíváme hravé a mistrovské stavy. Těší nás pocity nadřazenosti nad ostatními, ale vzhledem k hravému stavu nemáme úmysl jim způsobit újmu. Pošťuchování ve skupince kamarádů je takovým hravým násilím. Kamarádi se s potěšením snaží navzájem jeden druhého ovládnout, ale nechtějí si ublížit. 

## Motivace
V anglickém znění slovo motivace (motivation) vychází ze stejného základu jako slovo impuls neboli „motion“. Znamená to, že motivace přináší podněty a povzbuzení k efektivnějšímu dosažení předem stanovených cílů. 
Motivaci lze definovanou i jako psychologický proces, který aktivuje naše chování a dává mu účel a směr. Je to interní hnací síla, ženoucí nás k uspokojení našich nenaplněných potřeb. Je to vůle něčeho dosáhnout. Sama motivace nezaručuje vysoký výkon, pokud však motivace chybí, výkon nenastane.
Motivace se často zaměňuje se stimulací, která z vnějšku působí na vnitřní motivaci člověka a až ta působí na jeho jednání.
Motivace je spojená s agresí a vede k prosazení vlastních zájmů. Agresivitu lze interpretovat také jako vykročení za určitým cílem bez zbytečného váhání, pochybností nebo strachu.

## Motivace a agresivita
1. Vážný a hravý stav
1.1.	Vážný stav
- v tomto stavu chceme dosahovat smysluplných cílů, dáváme přednost nízkému stupni aktivace a uvědomujeme si následky svého chování, příkladem je student, připravující se na zkoušku.
1.2. Hravý stav
- v tomto stavu nás těší vysoký stupeň aktivace. Chceme si užít danou chvíli, být spontánní a nemyslet na dlouhodobé následky, např. sportovec, který si užívá zábavnou hru při tréninku.
2. Mistrovský stav a stav soucítění
2.1. Mistrovský stav
- v tomto stavu se zaměřujeme na soutěžení, tvrdost, sílu, dominanci a kontrolu, např. obchodní vyjednávání s cílem vyjednat výhodu a uzavřít kontrakt.
2.2. Stav soucítění
- v tomto stavu se zaměřujeme na spolupráci, starost, péči a podporu, které poskytujeme sami nebo prostřednictvím druhých, např. vyspělý stát nabízející pomoc rozvojovému státu.
3. Stav Já a stav druzí
3.1.	Stav “Já”
- v tomto stavu se zaměřujeme na uspokojování vlastních potřeb, ať už se týkají podpory, utěšení nebo soutěžení a pocitu kontroly, např. přihlížející člověk nevstoupí do konfliktu mezi dvěma cizími lidmi, aby nebyl vystaven nebezpečí i on sám.
3.2.	Stav „Druzí“
- v tomto stavu se zaměřujeme na uspokojování potřeb jiných, na snahu podpořit je, povzbudit nebo poradit nebo jim pomoci k úspěchu, např. sociální agentura vytvářející strategii na začlenění cizinců do dané kultury.
4.	Rebelující stav a Stav konformity
4.1. Rebelující stav
- v tomto stavu se chceme bouřit proti pravidlům, normám nebo očekáváním a možná chceme provokovat nebo být nekonvenční, např. minorita nedodržující pravidla a normy majoritní společnosti.
4.2.	Stav konformity
- v tomto stavu chceme dodržovat pravidla, normy a očekávání, zapadat mezi ostatní a být jimi přijímáni, např. imigrant splňující náležitosti dané země (např. pracovní povolení). 

## Agresivní motivace a násilí v různých kulturách
Různé kultury se liší ve svých postojích vůči hněvu.Obecným základem pro určení agresivní motivace v jednotlivých zemích je způsob výchovy dětí v dané kultuře. Kultura ovlivňuje jak témata, s nimiž se lidé potýkají, tak i způsoby jejich řešení, které pokládají za vhodné či nevhodné. Agresivní motivace je ovlivněna biologickým (testosteron) a environmentálním (sociální učení) faktorem. Interkulturní psychologové objevili odlišnosti v mnoha úrovních agrese mezi různými kulturami. Například američtí psychologové zjistili, že Japonci upřednostňují přímý verbální konflikt na rozdíl od Američanů a Španělů. Některé studie naznačují, že Američané mají větší sklon k agresivitě než jiné kultury, což může být atribut konkurenceschopného kapitalismu. Lidé by měli být schopni ve společnosti přijmout určitou míru agresivity (nazýváno „normativním myšlením“). Média agresi v současnosti normalizují a z toho důvodu je agrese chápána jako přirozený jev. Obecně muži mají větší sklony k fyzické agresivitě než ženy, ačkoliv ženy mají tendence k emocionální agresi v partnerském soužití apod. ve všech kulturách. 
Agresivita není jednotlivý rys, ale je součástí syndromu. Nalézáme ji ve společnostech spolu s dalšími podstatnými rysy, jako je přísná hierarchie, dominance, třídní protiklady atd. Jinými slovy je třeba v agresi spatřovat součást charakteru společnosti a ne izolovaný rys chování. Ruth Benediktová, Margareta Meadová, G. P. Murdock a C. M. Turnbull zkoumali třicet společností a dospěli ke třem rozdílným, jasně rozlišeným systémům společnosti (A, B, C). Liší se vzájemně nejen mírou agrese nebo míru mírumilovnosti, ale také svým charakterem, tedy řadou rysů.
Systém společnosti A vykazuje kladný životní postoj. V tomto systému jsou ideály, zvyky a instituce zaměřené na podporu a růst života ve všech jeho podobách. Lidé jsou jen v minimální míře nepřátelští, násilničtí a krutí. Nevyskytují se tvrdé tresty, zločiny jsou vzácné a válka jako jev chybí úplně nebo hraje jen velmi okrajovou úlohu. S dětmi se zachází vlídně, tvrdé tělesné tresty neexistují a ženy jsou postaveny na úroveň mužů. Do této kategorie kladného životního postoje jsou zařazeni polární Eskymáci či Zunové.
Systém společnosti B je nedestruktivně - agresivní společnost. Stejně jako systém A není destruktivní a liší se v tom, že agresivita a válka sice nemají ústřední význam, ale jsou normální. Pravidelně se tu setkáváme s rivalitou, hierarchií a individualismem, zatímco v systému A převládá kolektivismus. Společnosti typu B nejsou prolnuty destruktivitou, krutostí nebo extrémní podezíravostí, ale také v nich nevládne přátelství a důvěra, charakteristické pro systém A. Systém B je naplněn duchem mužské agresivity, individualismem a přáním opatřovat si věci a plnit úkoly. Do systému B jsou zařazeni Grónští Eskymáci, Hotentoti apod.
Společnosti systému C mají výrazně odlišný charakter. Vyznačují se velkou měrou násilí mezi jednotlivci, potěšením z agrese a krutosti jak uvnitř společnosti, tak i navenek, radostí z války, záludností a zradou. Celkové ovzduší je naplněno nepřátelstvím, napětím a strachem. Obvyklá je velká rivalita. Důležitou roli hraje soukromý majetek, vládne přísná hierarchie a časté jsou války. K systému C řadíme společnosti, jako jsou Dobu, Hajda, Aztékové. 
Z této klasifikace vyplývá, že kultura významně ovlivňuje míru agrese, která je motivována až k samotnému násilí. Uvedenou klasifikaci do systémů lze zpochybňovat, avšak nejedná se o statistické, nýbrž o kvalitativní tvrzení. Na individuální úrovni hraje bezpochyby důležitou roli prostředí, ve kterém člověk vyrůstá a k čemu je člověk celý život veden. 